# Löwensteiner Berge
Die Löwensteiner Berge sind ein bis 561,1 m ü. NHN hoher Höhenzug im  Landkreis Heilbronn, Landkreis Ludwigsburg, Rems-Murr-Kreis und Hohenlohekreis in Baden-Württemberg (Deutschland). Benannt sind sie nach der Stadt Löwenstein.

## Geographie

### Lage
Die Löwensteiner Berge stellen nach der Gliederung des Handbuchs der naturräumlichen Gliederung Deutschlands von Meynen/Schmithüsen (1953–1962) die naturräumliche Einheit 108.1 der Schwäbisch-Fränkischen Waldberge im Schwäbischen Keuper-Lias-Land dar. Sie gehören größtenteils zum Naturpark Schwäbisch-Fränkischer Wald.
Die bewaldete Berglandschaft liegt rund 40 km nordnordöstlich von Stuttgart und etwa 20 km ostsüdöstlich von Heilbronn zwischen der Hohenloher Ebene im Norden, dem Mainhardter Wald im Nordosten, dem Murrhardter Wald im Südosten, der Backnanger Bucht im Süden und dem Neckarbecken im Westen.
Die Heilbronner Berge und die Sulmer Bergebene setzen die Löwensteiner Berge nach Nordwesten fort und reichen mit den südlichen Heilbronner Bergen bis nach Weinsberg und Heilbronn und mit der nördlichen Sulmer Bergebene über Bretzfeld, Eberstadt, Langenbrettach, Erlenbach bis nach Neckarsulm.
Am Nordrand des Höhenzugs liegen die Orte Löwenstein und Obersulm, im Osten Wüstenrot und Spiegelberg, im Süden Sulzbach an der Murr, Oppenweiler, Backnang und Aspach, am Westrand Oberstenfeld, Beilstein, Abstatt, Untergruppenbach und Lehrensteinsfeld.
Nach Süden, Westen und Norden markieren mächtige Keuperschichtstufenränder augenfällig die Grenzlinien zur Backnanger Bucht, zum Neckarbecken und zur Hohenloher Ebene. Das Tal der Murr zwischen Sulzbach und Oppenweiler trennt die Löwensteiner Berge vom Murrhardter Wald. Die Grenze zum östlichen Nachbarraum Mainhardter Wald ist im Gelände nicht offensichtlich, sie verläuft ungefähr von Nord nach Süd, erst das Tal des zur Brettach ziehenden Gabelbachs hoch, dann über den Wohnplatz Chausseehaus an der Bundesstraße 39 hinüber bis zur Wasserscheide des Höhenrückens zwischen Lauter im Westen und Fischbach im Osten, der sie im Weiteren folgt.
In den dünn besiedelten Löwensteiner Bergen selbst liegen nur wenige, kleine Siedlungen.

### Berge
Die höchste Erhebung der Löwensteiner Berge ist mit 561,1 m der bewaldete Raitelberg westlich von Wüstenrot, etwas nördlich dieses „Bergs“ liegt der  mit 561,1 m ebenso hohe Stangenberg. Auch der ebenfalls bewaldete Horkenberg zwischen Löwenstein und Wüstenrot mit 549,4 m Höhe ist recht hoch. Der zu Beilstein und Löwenstein gehörende Stocksberg (539,7 m) wie auch der Juxkopf (533,2 m) bei Spiegelberg mit dem Juxkopfturm gewähren weite Aussicht. Im Westen liegt im zu Heilbronn gehörenden Waldgebiet der Heilbronner Berge der 372,8 m hohe Schweinsberg; auf diesem stehen der Aussichtsturm Schweinsbergturm, der Fernmeldeturm Heilbronn und der Hochbehälter Schweinsberg der Bodensee-Wasserversorgung.
Im Süden, schon im Übergangsbereich zum Mainhardter Wald, erreichen bewaldete Schwarzjurakuppen zwischen Lauter- und Fischbachtal Höhen von bis zu 566,6 m (Steinberg südlich von Wüstenrot).

### Fließgewässer
Die folgenden Flüsse und größeren Bäche entwässern die Löwensteiner Berge oder sind Vorfluter an ihrem Rand.
- Die Murr entspringt unweit von Murrhardt im Murrhardter Wald, fließt überwiegend westwärts über Murrhardt und Backnang nach Marbach, wo sie in den Neckar mündet. Sie berührt die Löwensteiner Berge auf einem Teil ihres Laufs in deren Südosten.
  - Die „Spiegelberger“ Lauter entspringt bei Löwenstein-Hirrweiler, fließt über Spiegelberg nach Südosten und mündet bei Sulzbach in die Murr.
  - Der Klöpferbach entspringt nördlich von Rietenau, fließt über Aspach nach Süden und mündet bei Backnang-Unterschöntal in die Murr.
  - Der Wüstenbach entspringt nahe Kleinaspach, fließt meist südwärts und mündet zwischen Burgstetten-Burgstall und Backnang in die Murr.
  - Die Bottwar entspringt bei Prevorst, fließt südwestwärts über Großbottwar nach Steinheim an der Murr, wo sie in die Murr mündet.
- Die Schozach entspringt bei Löwenstein, fließt anfangs südwestwärts über Abstatt nach Ilsfeld und dann nordwestwärts über Talheim nach Heilbronn-Sontheim, wo sie in den Neckar mündet.
- Die Sulm entspringt bei Löwenstein, fließt durch das Weinsberger Tal nordwestwärts und mündet bei Neckarsulm in den Neckar.

## Geologie
Geologisch gehören die Löwensteiner Berge zur Germanischen Trias des Erdmittelalters und sind dem Keuper zuzurechnen, also vor etwa 220 Millionen Jahren entstanden. Die höchsten Erhebungen sind isolierte Schwarzjurakuppen, die dem Knollenmergel aufliegen.
In den Löwensteiner Bergen befinden sich zahlreiche Aufschlüsse, Felsformationen und Stollen, die teilweise durch geologische Lehrpfade erläutert werden:
- Aspach, Keuperlehrpfad (10,3 km) nördlich des Ortsteils Rietenau mit mehreren Aufschlüssen und 21 Stationen vom Gipskeuper (Grabfeld-Formation) bis zum Stubensandstein
- Obersulm-Eichelberg, Hohlenstein: natürliche Felsbrücke mit etwa 14 Meter Länge im Stubensandstein
- Obersulm-Eichelberg, Kolbensteige: Aufschluss an der Böschung eines Hohlwegs von den Unteren Bunten Mergeln bis zum untersten Stubensandstein
- Spiegelberg-Vorderbüchelberg, Bodenbachschlucht: Erosionsschlucht im Stubensandstein mit 30 Meter breiter Felsnische Hohler Stein und kleinem Wasserfall
- Spiegelberg-Jux, Hüttenwaldschlucht: Erosionsschlucht, Obere Bunte Mergel und Stubensandstein
- Spiegelberg-Jux, Wetzsteinstollen im Kieselsandstein, betrieben bis 1923, im Tal der Winterlauter
- Spiegelberg-Nassach: Bergbaulehrpfad im Tal der Winterlauter mit Zeugnissen des Abbaus von Kohle, Bausteinen, Sandgruben zur Glasherstellung und Wetzsteinstollen
- Untergruppenbach: südlich der Autobahnanschlussstelle eine Mergelgrube in den Unteren Bunten Estherienschichten des Gipskeupers
- Untergruppenbach-Unterheinriet: Hohlweg und Steinbruch am südlichen Hohberg im Schilfsandstein
- Wüstenrot, Pfaffenklinge: Erosionsschlucht im Stubensandstein und Knollenmergel mit zwei Stollen aus dem 18. Jahrhundert, in denen anstelle des erhofften Silbers nur Pyrit gefunden wurde